# Антагонизам
Антагонизам се узима као синоним за супротности и најтежи облик друштвених противречности. Друштвене науке познају поделу супротности на антагонистичке (непомирљиве) и неантагонистичке. Појам супротстављености има значајну улогу у психолошким теоријским системима, нарочито у психоанализи, у којој антагонизам између свесног и несвесног дела личности има важну улогу у теоријским објашњењима понашања. Однос између свесног и несвесног у човеку није паралелан или неутралан, већ непосредно антагонистички.